# 新加坡無宗教
| 新加坡宗教   | 新加坡宗教   | 新加坡宗教 | 新加坡宗教 | 新加坡宗教 |
| ------------ | ------------ | ---------- | ---------- | ---------- |
| 宗教         | 宗教         |            | 比例       | 比例       |
| 佛教         | 佛教         |            | 31.1%      | 31.1%      |
| 无宗教       | 无宗教       |            | 20.0%      | 20.0%      |
| 基督教       | 基督教       |            | 18.9%      | 18.9%      |
| 伊斯兰教     | 伊斯兰教     |            | 15.6%      | 15.6%      |
| 道教         | 道教         |            | 8.8%       | 8.8%       |
| 印度教       | 印度教       |            | 5.0%       | 5.0%       |
| 锡克教及其他 | 锡克教及其他 |            | 0.6%       | 0.6%       |

截至2020年，約有20%的新加坡人沒有宗教信仰。不同族群之間的非宗教比例有所差異：約26%的華人居民沒有宗教信仰，相比之下，馬來族居民僅有0.4%，印度族居民則為2.2%。年齡也是一個重要因素，根據最近一次人口普查，15至24歲的年輕人中約有24%表示無宗教信仰，而在55歲及以上的居民中則為15%。
新加坡的非宗教者多數為無神論者、不可知論者、人文主義者、有神論者、自然神論者或懷疑論者。有些人雖不認同任何宗教，但仍會持續進行如祖先崇拜等傳統儀式，這些儀式對他們而言不一定具有宗教性質。新加坡無宗教人口的比例近年略有上升。人口普查數據顯示，表示沒有宗教信仰的人口比例從1980年的13%上升至2020年的20%。近年來，新加坡的非宗教社群聚會變得越來越受歡迎。
自2005年以來，一些非正式的無神論團體開始舉辦聚會，討論宗教與世俗主義，也會分享理查德・道金斯、克里斯多福・希欽斯等作家的熱門著作。其中一個最早成立的團體名為 「無神論者的避風港」（Atheist Haven），由三位新加坡人在2004年創立。

## 人文主義協會
2008年，新加坡人文主義聚會（Singapore Humanism Meetup） 成立，作為一個由世俗人文主義者、無神論者與不可知論者組成的社交網絡。在2010年10月，人文主義協會成為首個正式註冊為社團的人文主義組織。協會的多位創會成員最初是在新加坡人文主義聚會的活動中相識的。

## 聯繫關係
新加坡的非宗教團體也與東南亞其他地區的非宗教網絡有所聯繫。新加坡人文主義聚會、新加坡無神論者以及新加坡人文主義協會皆被列在「東南亞無神論者」（Southeast Asian Atheists）網站上。